# 田村邦栄
田村 邦栄（たむら くによし）は、江戸時代後期の大名。陸奥国一関藩の第10代藩主。官位は従五位下・右京大夫。維新後は華族（子爵）。

## 生涯
嘉永5年（1852年）5月20日、陸奥仙台藩一門筆頭・角田石川家の第13代当主・石川義光の七男として誕生した。幼名は啓之進。義光の祖母・藤姫が一関藩の第5代藩主・田村村資の姉妹である。
文久3年（1863年）10月に陸奥一関藩主・田村通顕（のち伊達茂村）が宗家の仙台藩主・伊達慶邦の養子となったため、通顕の養子となって田村栄顕（よしあき）と名乗る。のちに慶邦から偏諱を受け邦栄に改名する。慶応4年（1868年）の戊辰戦争では仙台藩と共に奥羽越列藩同盟に参加して薩長軍と戦ったが、敗戦し降伏。12月7日に隠居・謹慎を命じられ、弟の崇顕に家督を譲った。
明治2年（1869年）9月に赦免され従五位に復す。その後は新政府に出仕し、宮中勤番や海軍御用掛などを歴任する。明治15年（1882年）には弟の崇顕から家督を返上され、明治17年（1884年）7月8日、子爵となった。明治20年（1887年）2月26日死去。享年36。田村家の家督および爵位は子の丕顕が相続している。

## 家族
父母
- 石川義光（実父）
- 守屋勝治の娘（実母）
- 田村通顕（養父）

妻
- 田村照子 - 田村顕謨の次女

子女
- 田村丕顕
- 田村琴 - 子爵森長祥夫人

養子
- 田村崇顕 - 実弟